# Pseudoparactis tenuicollis
Pseudoparactis tenuicollis är en havsanemonart som först beskrevs av McMurrich 1904.  Pseudoparactis tenuicollis ingår i släktet Pseudoparactis och familjen Actinostolidae. Inga underarter finns listade i Catalogue of Life.